# Плохой кот Шерафеттин
«Плохой кот Шерафеттин» (тур. Kötü Kedi Şerafettin) — турецкий полнометражный комедийный (немного драмматический) анимационный компьютерный фильм для взрослых студии Anima Istanbul и компании Kare Kare.
Мультфильм является экранизацией одноимённого турецкого комикса 90-х годов.
В Турции вышел 5 февраля 2016 года.
6 декабря 2021 года фильм вышел в онлайн-кинотеатрах «Кинопоиск», «Okko» и «Иви».

## Роли озвучивают
- Угур Юджель — Шерафеттин
- Окан Ялабык — Зомби
- Демет Эвгар — Мискет, Таджеттын
- Гувен Кирак — Риза
- Гёкче Озиоль — Рыфкы
- Йекта Копан — Джемил
- Джезми Баскин — Шамистан
- Ахмет Мюмтаз Тайлан — Тонгуч
- Айшен Груда — Хасене

## Русский дубляж
- Олег Абдуназаров — Шерафеттин
- Ислам Ганджаев — Таджеттын / Мискет / Тонгуч
- Дмитрий Поликарпов — Риза
- Артур Агаджанян — Рыфкы
- Вячеслав Иванов — Джемил
- Светлана Климович — Хасене